# آنیتا شاپیرا
آنیتا شاپیرا (عبری: אניטה שפירא‎؛ زادهٔ ۱۹۴۰) یک مورخ اهل اسرائیل است. او بنیانگذار مرکز اسحاق رابین، استاد بازنشسته تاریخ یهود در دانشگاه تل آویو و رئیس سابق مؤسسه ویزمن برای مطالعه صهیونیسم در همان دانشگاه است. او در سال ۲۰۰۸ جایزه اسرائیل را دریافت کرد. شاپیرا در سال ۱۹۴۰ در ورشو، لهستان متولد شد و به فلسطین تحت قیمومت بریتانیا در سال ۱۹۴۷ مهاجرت کرد و در تل‌آویو بزرگ شد. این خانواده در خیابان یاونه زندگی می‌کردند که با خانواده‌های دیگر آشپزخانه و حمام اشتراکی داشت. از سال ۱۹۸۵ تا ۱۹۸۹ عضو کمیسیون برنامه‌ریزی و بودجه شورای آموزش عالی در اسرائیل بود. در سال ۹۰–۱۹۸۷ رئیس هیئت مدیره انتشارات ام اود بود. از سال ۱۹۸۸ عضو هیئت مدیره مؤسسه زالمان شائزیر بوده‌است. در سال‌های ۲۰۰۲–۲۰۰۸،  رئیس بنیاد یادبود فرهنگ یهودی بود. او مرکز اسحاق رابین را تأسیس کرد و اولین مدیر آن در سال‌های ۱۹۹۶–۱۹۹۹ بود. تحقیقات شاپیرا بر تاریخ سیاسی، فرهنگی، اجتماعی، فکری، و نظامی جامعه یهودی در فلسطین (Yishuv) و اسرائیل متمرکز است. بسیاری از کتاب‌های او به انگلیسی، آلمانی، لهستانی، روسی، و فرانسوی ترجمه شده‌است. در سال ۲۰۰۸ جایزه اسرائیل در تاریخ یهود به او اعطا شد.

## تحقیقات
تحقیقات شاپیرا بر تاریخ سیاسی، فرهنگی، اجتماعی، فکری و نظامی جامعه یهودی در فلسطین (Yishuv) و اسرائیل متمرکز است.
آخرین کتاب شاپیرا، بن گوریون: پدر اسرائیل مدرن، تلاش می‌کند تا به هسته انسان پیچیده‌ای که چهره ملت جدید یهودی است، دست یابد. شاپیرا داستان بن گوریون را از نو تعریف می کند، به ویژه بر دوره پس از 1948، در سال های اول تشکیل دولت. او بینش های شگفت انگیز و بدیعی را در مورد ویژگی های شخصی بن گوریون و ویژگی هایی که رهبری سیاسی او را تعریف می کرد ارائه می دهد.
اولین کتاب او که بر اساس پایان نامه دکترای او است، Hamaavak Hanihzav: Avoda Ivrit 1929-1939 (مبارزه بیهوده: کار عبری 1929-1939)، به تاریخ اجتماعی و سیاسی یشوف در دهه های 1920 و 1930 می پردازد. مناقشات در مورد سیاست در قبال جمعیت عرب و درگیری بین چپ و راست در مورد ابزار دستیابی به اهداف صهیونیستی
کتاب دوم او، برل: زندگی‌نامه یک صهیونیست سوسیالیست، برل کاتزنلسون، 1887-1944، مورد تحسین گسترده عموم خوانندگان و همچنین در دانشگاه قرار گرفت و به زبان عبری در هشت نسخه منتشر شد. این کتاب با تمرکز بر شخصیت اصلی جنبش صهیونیسم کارگری، تاریخ، جامعه و فرهنگ یشوف را از آلیه دوم تا پایان جنگ جهانی دوم به تصویر می‌کشد.
در طول کار بر روی بیوگرافی یگال آلون، در ابتدا با الهام از مقاله ای از مناخیم بگین در طول جنگ لبنان در سال 1982 در مورد 'جنگ انتخابی' به نقش نیرو در جنبش صهیونیستی علاقه مند شد. این منجر به انتشار کتابی به نام Herev Hayona: Hatziyonut vehakoah, 1881-1948 (زمین و قدرت: پناهگاه صهیونیستی به زور، 1881-1948) شد. شاپیرا در بیوگرافی خود از یگال آلون، ییگال آلون، پسر بومی: یک بیوگرافی، در واقع پیشرفت کل نسل پالماخ در فلسطین، اولین نسل بومی صبرا را به تصویر می کشد.
در این دوره او همچنین شروع به بررسی موضوعات مرتبط با فرهنگ و حافظه جمعی کرد، مانند مقالاتی در مورد داستان کوتاه لاترون و اس. یژار 'هیربت هیز' و در مورد نگرش جامعه اسرائیل به هولوکاست و بازماندگان هولوکاست. کتاب او Hatanakh vehazehut hayisraelit (انجیل و هویت اسرائیلی) به دنبال توضیح این است که چرا جایگاه کتاب مقدس در هویت اسرائیلی کاهش یافته است. موضوعات هویت، فرهنگ و حافظه نیز در دو مجموعه مقاله به نام‌های یهودیم هداشیم، یهودیم یشانیم (یهودیان جدید، یهودیان قدیم) و یهودیم، تزییونیم اومه شبینهم (یهودیان، صهیونیست‌ها و بین) مورد توجه قرار گرفته است.

## آثار
- برل: بیوگرافی یک صهیونیست سوسیالیست: برل کاتزنلسون، 1887-1944/ آنیتا شاپیرا، ترجمه هایا گالای. انتشارات دانشگاه کمبریج، 1984، ISBN 0-521-25618-6
- زمین و قدرت: توسل صهیونیسم به زور، 1881-1948 (مطالعاتی در تاریخ یهود)/ آنیتا شاپیرا; ترجمه ویلیام تمپلر. انتشارات دانشگاه آکسفورد، 1992، ISBN 0-19-506104-7)
- مقالات اساسی در مورد صهیونیسم / ویرایش شده توسط Jehuda Reinharz و Anita Shapira. نیویورک: انتشارات دانشگاه نیویورک، 1996.
- صهیونیسم و دین / شموئل آلموگ، جهودا راینهرز و آنیتا شاپیرا، ویراستاران. هانوفر: انتشارات دانشگاه براندیس با همکاری مرکز تاریخ یهودیان زلمان شازار، 1998.
- تجدیدنظرطلبی تاریخی اسرائیل: از چپ به راست / ویرایش شده توسط آنیتا شاپیرا و درک پنسلار. پورتلند، اوره: فرانک کاس، 2003.
- هویت اسرائیلی در حال گذار / ویرایش شده توسط آنیتا شاپیرا. Westport, CT: Praeger, 2004.
- برنر: سیپور هایم ('یوسف هایم برنر: بیوگرافی')، آم اود، 2008.
- ییگال آلون، پسر بومی: بیوگرافی / آنیتا شاپیرا، ترجمه ایولین آبل. انتشارات دانشگاه پنسیلوانیا، 2008، ISBN 978-0-8122-4028-3
- اسرائیل: تاریخ، انتشارات دانشگاه براندیس، 2012.
- یوسف هایم برنر: یک زندگی، انتشارات دانشگاه استنفورد، 2014.
- بن گوریون: پدر اسرائیل مدرن، انتشارات دانشگاه ییل، 2014.